# Singen
Singen, také Singen (Hohentwiel) je průmyslové velké okresní město na jihu Německa, blízko švýcarských hranic. Leží asi 20 km severovýchodně od švýcarského Schaffhausenu a asi 30 km severozápadně od Kostnice. Symbolem města je mohutný skalní vrch Hohentwiel nad městem s rozsáhlými zříceninami středověkého hradu.

## Historie
Vesnice se teprve koncem 19. století začala rozrůstat a roku 1899 získala městská práva.

### Vývoj počtu obyvatel
Díky železnici a zejména švýcarskému průmyslu přesáhla kolem roku 1915 10 tisíc obyvatel, roku 2017 má přes 47 tisíc obyvatel.
Počty obyvatel podle příslušného území. Hodnoty jsou výsledkem sčítání obyvatelstva (¹) jen stálé bydliště.
| Rok                | Počet obyvatel |
| ------------------ | -------------- |
| 1775               | 747            |
| 1810               | 843            |
| 1825               | 976            |
| 1852               | 1.452          |
| 1861               | 1.532          |
| 1. prosinec 1871 ¹ | 1.674          |
| 1. prosinec 1880 ¹ | 1.973          |
| 1. prosinec 1900 ¹ | 3.909          |
| 1. prosinec 1910 ¹ | 8.359          |
| 16. červen 1925 ¹  | 11.470         |
| 16. červen 1933 ¹  | 15.536         |
| 17. květen 1939 ¹  | 18.096         |

| Rok               | Počet obyvatel |
| ----------------- | -------------- |
| 13. září 1950 ¹   | 21.766         |
| 6. červen 1961 ¹  | 33.267         |
| 27. květen 1970 ¹ | 41.256         |
| 31. prosinec 1975 | 45.566         |
| 31. prosinec 1980 | 43.529         |
| 25. květen 1987 ¹ | 42.403         |
| 31. prosinec 1990 | 43.689         |
| 31. prosinec 1995 | 44.338         |
| 31. prosinec 2000 | 44.733         |
| 31. prosinec 2005 | 45.366         |
| 31. prosinec 2010 | 45.826         |
| 31. prosinec 2015 | 47.287         |
| 31. prosinec 2016 | 47.981         |
| 31. prosinec 2017 | 47.716         |

## Průmysl a infrastruktura
Největší průmyslové závody patří potravinářskému koncernu Maggi, strojírenskému Georg Fischer AG a sdružení Constellium na zpracování hliníku.